# Discula
Discula is een geslacht behorend tot de familie Gnomoniaceae. De typesoort is Discula platan, maar deze soort is verplaatst naar het geslacht Apiognomonia als Apiognomonia veneta.

## Soorten
Volgens Index Fungorum telt het 33 soorten (peildatum maart 2024):
| Soortnaam               | Auteur(s)                                        | Publicatiejaar |
| ----------------------- | ------------------------------------------------ | -------------- |
| Discula acerina         | Oudem.                                           | 1889           |
| Discula africana        | Bat. & J.L. Bezerra                              | 1963           |
| Discula betulae         | Pennycook                                        | 2007           |
| Discula brenckleana     | (Sacc., Syd. & P. Syd.) Petr.                    | 1924           |
| Discula brunneotingens  | E.I. Me?er                                       | 1953           |
| Discula campestris      | (Pass.) Arx                                      | 1957           |
| Discula caricina        | (Sacc.) Arx                                      | 1957           |
| Discula caricis         | E.A. Ellis                                       | 1941           |
| Discula ceanothi        | Bubák & Kabát                                    | 1908           |
| Discula cytosporea      | (Pass.) Arx                                      | 1957           |
| Discula destructiva     | Redlin                                           | 1991           |
| Discula devastans       | (Rostr.) Weindlm.                                | 1964           |
| Discula dianthi         | Magnus                                           | 1903           |
| Discula discoidea       | (Cooke & Peck) House                             | 1921           |
| Discula gloeosporioides | (Sacc. & Roum.) Höhn.                            | 1929           |
| Discula graminum        | (Rostr.) Arx                                     | 1957           |
| Discula incarnata       | (Kunze) Höhn.                                    | 1915           |
| Discula junci           | A.L. Sm.                                         | 1916           |
| Discula kerriae         | Moesz & Smarods                                  | 1938           |
| Discula kriegeriana     | (Bres.) Arx                                      | 1957           |
| Discula litseae         | (Petch) Arx                                      | 1957           |
| Discula melanotricha    | (Castagne) Petr.                                 | 1962           |
| Discula ochrosticta     | (Sacc. & P. Syd.) Arx                            | 1957           |
| Discula orni            | (Sacc.) Arx                                      | 1957           |
| Discula pinicola        | (Naumov) Petr.                                   | 1927           |
| Discula pomacearum      | Höhn.                                            | 1924           |
| Discula pyri            | (Fuckel) Höhn.                                   | 1926           |
| Discula sanguisorbae    | (Fuckel) Arx                                     | 1957           |
| Discula sassafras       | (Cooke) Arx                                      | 1957           |
| Discula terminaliae     | (Syd., P. Syd. & E.J. Butler) Katum. & Y. Harada | 1979           |
| Discula theae-sinensis  | (I. Miyake) Moriwaki & Toy. Sato                 | 2009           |
| Discula tremulae        | (Sacc. & Roum.) Höhn.                            | 1915           |
| Discula woroninii       | Negru & Szász                                    | 1972           |